# فابيان نويل
فابيان نويل (بالفرنسية: Fabien Noël)‏ هو سباح فرنسي، ولد في 5 يناير 1959.

## روابط خارجية
- فابيان نويل على موقع الاتحاد الدولي للسباحة (الإنجليزية)
- فابيان نويل على موقع أوليمبيديا (الإنجليزية)